# El Revolcadero
El Revolcadero är en ort i Mexiko.   Den ligger i kommunen Xichú och delstaten Guanajuato, i den centrala delen av landet, 230 km nordväst om huvudstaden Mexico City. El Revolcadero ligger 2 299 meter över havet och antalet invånare är 187.
Terrängen runt El Revolcadero är varierad. Runt El Revolcadero är det glesbefolkat, med 15 invånare per kvadratkilometer. Närmaste större samhälle är Xichú, 6,5 km nordost om El Revolcadero. I omgivningarna runt El Revolcadero växer huvudsakligen savannskog.